# Coscinodon humilis
Coscinodon humilis là một loài Rêu trong họ Grimmiaceae. Loài này được Milde mô tả khoa học đầu tiên năm 1864.